# Clasa 3E (Africa de Sud)

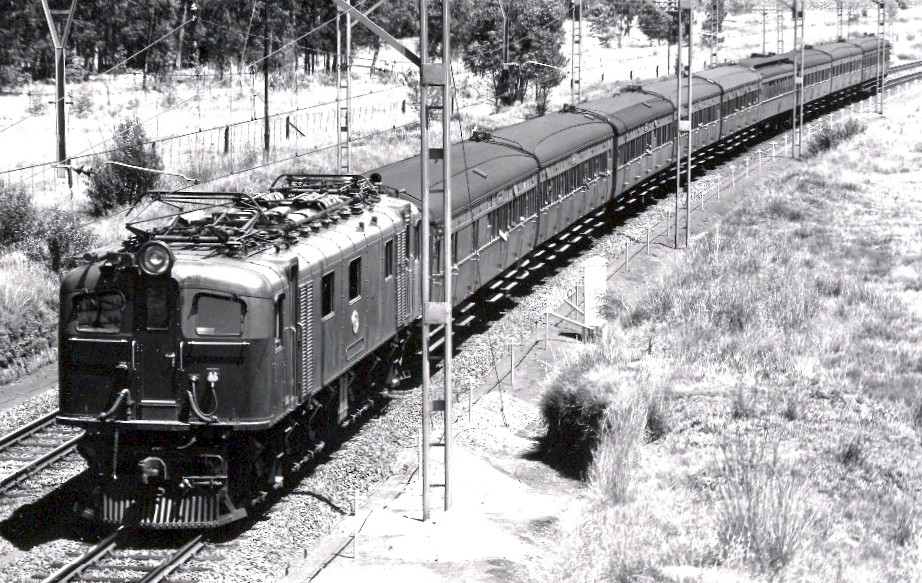
Locomotivă 3E cu un tren personal (navetă) între Johannesburg și Pretoria, 1949

Clasa 3E Sudafricană este o serie de locomotive electrice din Africa de Sud, fabricată de către Robert Stephenson and Hawthorns din Nord-Estul Angliei, construirea locomotivelor fiind subcontractată de către Metrovick, locomotivele fiind livrate în 1947. 